# 冴木柚葉
冴木 柚葉（さえき ゆずは、1999年（平成11年）10月17日 - ）は、日本の女優、モデル、タレント、YouTuber、TikToker。東京都出身。seju所属。

## 経歴
中央学院大学中央高等学校卒業。
2022年1月にYouTubeチャンネルの開設を決める。
4月2日の放送より『王様のブランチ』のレポーターを務める。12月19日発売の「週刊プレイボーイ」にて初めて週刊誌で水着グラビアを披露した。
2023年12月18日、集英社のデジタルコンテンツから選出される「グラジャパ!アワード2023」で最優秀新人賞受賞。
2024年12月、RiFORMAを退所した。
2025年2月、sejuに所属となった。

## 人物
趣味はドラマ・映画鑑賞、特技はダンス。
タレント業・モデル業が多いが、本人は女優業を軸に活動したいとしている。
小学6年生の時に見た『君に届け』の実写映画を見た時に女優への夢が芽生えたとのこと。
目標の女優は高畑充希、松岡茉優で『問題のあるレストラン』での演技を見て、目標とする女優になった。
演じる役の感情をきちんと伝えられる、何かに落ち込んだ時に「クスッと笑えた」とか言ってもらえるような女優を目指している。
また、朝ドラに出演することを目標としている。
2022年1月にYouTubeチャンネルの開設を決める。最初は電源の付け方も分からない程だったが、その後は自分で編集するまでになった。
弟がおり、その弟の影響でスケートボードができる。
マネージャーは小学2年生の時からの幼馴染だった。seju移籍後はマネージャーが変わっている。

## 出演

### 映画
- クロガラス2（2019年3月30日公開） - 女子高校生役[2]
- ファンファーレが鳴り響く（2020年10月17日公開） - 女子高校生役[2]
- 藍に響け（2021年5月21日公開） - 神崎ゆずは役[10]
- 濁るほど透き通る想い（2022年6月5日TOKYO青春映画祭にて公開） - 本宮凛々子役
- The Last Memories（2023年11月13日公開）
- 若武者（2024年5月25日公開） - 瑠美役
- 劇場版 ほんとうにあった怖い話〜変な間取り〜「エピソード2：話し相手」（2024年8月9日公開）[11]

### ドラマ
- GARO -VERSUS ROAD- 第3話（2020年4月16日、TOKYO MX・BS日テレ）[2]
- 半沢直樹 第2シリーズ 第3話（2020年8月2日、TBS） - 証券取引等監視委員役[2]
- ドラゴン桜 第2シリーズ（2021年4月25日 - 6月27日、TBS） - レギュラー生徒役[2]
- あのクズを殴ってやりたいんだ 第9話（2024年12月3日、TBS） - 司会者役

### 配信ドラマ
- 全裸監督（2019年8月8日配信、Netflix） - OL役[2]
- バリコワ「OFFICE」（2022年配信、U-NEXT）
- 賭けからはじまるサヨナラの恋 第7話（2023年8月31日配信、U-NEXT） - 女性社員役
- MALICE 第5話・第7話・第8話（2023年10月12日配信、U-NEXT） - 記者役

### バラエティ
- 王様のブランチ（2022年4月2日 - 、TBSテレビ） - レポーター[5]

### MV
- 荒川ケンタウロス「夏嵐」（2021年9月1日、unBORDE）[2]

### CM
- LINE ほけん WEB ムービー[2]
- 株式会社マーベラス
  - 剣と魔法のログレス - 女子高生役[2]
- 東京ディズニーリゾート（2019年、オリエンタルランド）[2]
- ハセ川自動車
  - 知らなかった!女の子篇[2]
- 光回線 NURO 光
  - 告白編 [2]
- LINE Biz_Solutions[2]
- 東京工芸大学デジタルサイネージ[2]
- バーチャルカラオケ（DAM CHANNEL）「麦畑」[2]
- Adobe Premiere Rush ムービー広告[2]

### 広告
- 大國魂神社 - 振袖モデル [2]
- TIRTIR - 広告モデル[2]
- （株）イーサポートインターナショナル - 広告イメージモデル[2]

## 書籍

### デジタル写真集
- 抱きしめたい（2022年12月19日、集英社）[12]
- 真昼のカノジョ（2023年2月10日、 講談社）[13]
- エモーショナル・ガールフレンド～prologue～（2023年4月3日、集英社）[14]
- ヤンマガアザーっす！ ＜YM2023年9号未公開カット＞（2023年4月7日、講談社）[15]
- EVERYDAY（2023年7月8日、主婦の友社）[16]
- ヤンマガアザーっす!＜YM2023年30号未公開カット＞（2023年8月11日、講談社）[17]
- ボクの恋煩い（2023年11月20日、集英社）[18]
- あいまいでいい（2024年7月1日、集英社）[19]

### カレンダー
- 2024年 カレンダー（2023年10月28日、ハゴロモ）[20]
- 2025年 カレンダー（2024年10月14日、ハゴロモ）

## 受賞歴
- グラジャパ!アワード最優秀新人賞（2023年）[21]